# Кльоцек
Кльоцек (пол. Klocek) — село в Польщі, у гміні Тухоля Тухольського повіту Куявсько-Поморського воєводства.
Населення — 92 особи (2011).
У 1975-1998 роках село належало до Бидгощського воєводства.

## Демографія
Демографічна структура станом на 31 березня 2011 року:
|          | Загалом | Допрацездатний вік | Працездатний вік | Постпрацездатний вік |
| -------- | ------- | ------------------ | ---------------- | -------------------- |
| Чоловіки | 42      | 10                 | 27               | 5                    |
| Жінки    | 50      | 12                 | 32               | 6                    |
| Разом    | 92      | 22                 | 59               | 11                   |